# بون يو تشيوك
بون يو تشيوك (بالصينية: 潘耀焯) (19 سبتمبر 1977 بهونغ كونغ في الصين - ) هو لاعب كرة قدم صيني في مركز الدفاع. شارك مع منتخب هونغ كونغ لكرة القدم. أما مع النوادي، فقد لعب مع نادي جنوب الصين وHappy Valley AA ‏ وهونغ كونغ بيغاسوس ‏ وهونغ كونغ رينجرز وSham Shui Po SA ‏.

## وصلات خارجية
- بون يو تشيوك على موقع الاتحاد الدولي (مؤرشف)  (الإنجليزية)
- بون يو تشيوك على موقع قاعدة بيانات كرة القدم.إي يو (الإنجليزية)
- بون يو تشيوك على موقع ناشيونال فوتبول تيمز (الإنجليزية)